# Incilius
Incilius är ett släkte av groddjur. Incilius ingår i familjen paddor.

## Artlista tillIncilius
Denna förteckning upptar alla arterna i släktet Incilius i alfabetisk ordning.
- Incilius alvarius, koloradoflodpadda
- Incilius aurarius
- Incilius bocourti
- Incilius campbelli
- Incilius canaliferus
- Incilius cavifrons
- Incilius chompipe
- Incilius coccifer
- Incilius coniferus
- Incilius cristatus
- Incilius cycladen
- Incilius epioticus
- Incilius fastidiosus
- Incilius gemmifer
- Incilius guanacaste
- Incilius holdridgei
- Incilius ibarrai
- Incilius intermedius
- Incilius karenlipsae
- Incilius leucomyos
- Incilius luetkenii
- Incilius macrocristatus
- Incilius majordomus
- Incilius marmoreus
- Incilius mazatlanensis
- Incilius mccoyi
- Incilius melanochlorus
- Incilius nebulifer
- Incilius occidentalis
- Incilius periglenes, gyllene padda
- Incilius peripatetes
- Incilius perplexus
- Incilius pisinnus
- Incilius porteri
- Incilius signifer
- Incilius spiculatus
- Incilius tacanensis
- Incilius tutelarius
- Incilius valliceps

Kommentar: Vissa forskare betraktar Incilius intermedius (Günther, 1858) som en god art, medan andra ser den som en synonym till Incilius occidentalis (Camerano, 1879).